# Задача о предписанной скалярной кривизне
Задача о предписанной скалярной кривизне заключается в построении римановой метрики с заданной скалярной кривизной. 
Эта задача в основном решена в статье Каждана и Уорнера.

## Формулировка
Для данного закрытого, гладкого многообразия {\displaystyle M} и гладкой вещественной функции {\displaystyle f\colon M\to \mathbb {R} } построить риманову метрику на {\displaystyle M}, для которой скалярная кривизна равна {\displaystyle f}.

## Решения
- Если размерность многообразия {\displaystyle M} три или выше, то любая гладкая функция {\displaystyle f\colon M\to \mathbb {R} }, принимающая отрицательное значение является скалярной кривизной некоторой римановой метрики.

Предположение о том, что {\displaystyle f} должна быть отрицательна в каких-то точках, необходимо, поскольку не все многообразия допускают метрику со строго положительной скалярной кривизной.
Например, таким является трёхмерный тор.
Однако верно следующее.
- Если {\displaystyle M} допускает одну метрику со строго положительной скалярной кривизной, то любая гладкая функция {\displaystyle f\colon M\to \mathbb {R} }  является скалярной кривизной некоторой римановой метрики на {\displaystyle M}.